# El Pla de l'Horta
El Pla de l'Horta és una partida situada a la riba dreta del riu Xaló-Gorgos dins del terme municipal de Xaló, localitat del sud de la comarca alacantina de la Marina Alta.

## Dades històriques
L'origen de la xarxa de séquies que regava l'Horta de Xaló es remunta a l'època dels romans, es va millorar durant la presència musulmana i, finalment, es va completar a principis del segle xx. L'aigua de reg era captada del mateix llit del riu a través d'assuts i conduïda per un sistema de séquies que la distribuïen entre els hortolans.
L'any 1902 es van promulgar les Ordenances de la Comunitat de Regants amb la finalitat de regular l'ús de l'aigua a l'Horta de Xaló. Aquest text legal estableix la propietat exclusiva de la Comunitat sobre els següents assuts:
- l'Assut del Toll dels Mestres, situat a la fita amb el terme municipal d'Alcalalí
- l'Assut de La Tarafa
- l'Assut del Molí Nou
- l'Assut del Molí del Poble

Les Ordenances de 1902 també regulaven la conservació de les séquies i assuts de l'Horta de Xaló, però aquesta no era en absolut una qüestió nova: ja a la Carta Pobla de 1611, els repobladors vinguts des de Mallorca i Eivissa s'obligaven a "fer adobar, conservar y scurar les séquies principals fins a arribar als molins y així mateix fer adobar y conservar los assuts". A més, en l'esmentada Carta s'hi disposava expressament que el senyor "no tinga obligació alguna en respecte de dites séquies y assuts".

## Situació actual
Al Pla de l'Horta des de finals del segle xx s'han anat ubicant dotacions esportives (el poliesportiu) i culturals (la biblioteca i la llar del pensionista). Aquest emplaçament ha estat escollit per la proximitat al nucli urbà, la bona comunicació viària amb els altres dos municipis que componen el territori d'Aixa (Alcalalí i Llíber) i el caràcter pla del terreny on s'assenta.